# ラムシュタイン空軍基地
ラムシュタイン空軍基地（ラムシュタインくうぐんきち、英: Ramstein Air Base）は、ドイツ南西部ラインラント＝プファルツ州にあるヨーロッパ最大のアメリカ空軍基地である。ヨーロッパに駐留するアメリカ空軍部隊を統轄する在欧アメリカ空軍司令部のほか、北大西洋条約機構（NATO）軍の航空部隊を統轄する連合航空軍司令部が所在している。

## 総説
在欧アメリカ空軍（USAFE-AFAFRICA）およびNATO連合軍司令官（AIRCOM）のアメリカ空軍の本部として機能している。基地は、カイザースラウテルンの農村地区にあるラムシュタイン＝ミーゼンバッハの町の近くに位置する。
ラムシュタイン空軍基地の東門は、（アメリカ人が「Kタウン」と呼んでいる）カイザースラウテルンから約16キロにある。近くのコミュニティとして、基地の西門のすぐ外にあるラムシュタイン・ミーセンバッハと、西門から約3マイル（4.8km）離れたラントシュトゥールの町がある。
ドイツの航空法により、午後10時から午前6時まで原則として飛行が制限される。ラムシュタイン＝ミーゼンバッハ市長に対し、いつでも基地内に立ち入れる通行証が発給されている。

## 歴史
基地の建設は、1949年から1952年にかけて、フランス陸軍とアメリカ陸軍工兵隊によって設計され、実施されたプロジェクトであった。これは国際協力の一例であった。フランスのエンジニアによって設計されたもので、わずかな西ドイツと、イタリア、ポルトガル、スペイン、ギリシャ、トルコの労働者（第二次世界大戦後の建設プロジェクトに携わるドイツ人男性はほとんどいなかった）によって建設され、アメリカ人が運営していた。
1988年8月28日、イタリア空軍の曲芸飛行隊フレッチェ・トリコローリのアエルマッキMB-339が、同基地で開催されていた航空ショーで曲技飛行中、3機が空中衝突を起こし墜落。そのうち1機が観衆の真ん中に突っ込んで墜落し炎上、地上の観客とパイロット合わせて70名が死亡、346名が重傷を負う大惨事となる。

## 所在部隊
第3空軍隷下
- 第86空輸航空団（英語版）
  - 第86作戦群（英語版）
    - 第37空輸飛行隊（英語版） - C-130J
    - 第76空輸飛行隊（英語版） - C-21A、C-37A
    - 第86航空医療後送中隊（英語版）
    - 第86作戦支援中隊

  - 第86整備群
    - 第86航空機整備中隊
    - 第86整備中隊

  - 第86兵站即応群
    - 第86兵站即応中隊
    - 第86機材整備中隊
    - 第86弾薬中隊
    - 第86車両準備中隊

  - 第86医療群
    - 第86航空宇宙医学中隊
    - 第86歯科中隊
    - 第86医療中隊
    - 第86医療運用中隊
    - 第86医療支援中隊

  - 第86任務支援群
    - 第2飛行場業務中隊
    - 第86通信中隊
    - 第86福利厚生中隊
    - 第86警備中隊
    - 第569憲兵中隊
    - 第700契約中隊
    - 第786福利厚生中隊

  - 第86施設群
    - 第86施設中隊
    - 第786施設中隊

  - 第65基地群（英語版）
    - 第65施設中隊
    - 第65通信中隊
    - 第65兵站即応中隊
    - 第65作戦支援中隊
    - 第65警備中隊
    - 第65コンピュータ小隊
    - 第65福利厚生小隊
- 第435空地作戦航空団（英語版）
  - 第4空地作戦群
    - 第2航空支援運用中隊
    - 第7気象中隊

  - 第435航空宇宙通信群
    - 第1航空宇宙通信運用中隊
    - 第1戦闘通信中隊
    - 第1通信整備中隊

  - 第435緊急対応群
    - 第435緊急対応中隊
    - 第435緊急対応支援中隊
    - 第435建設訓練中隊
    - 第435警備中隊

アメリカ空軍遠征センター隷下
- 第521航空機動作戦航空団（英語版）
  - 第521航空機動作戦群
    - 第728航空機動中隊
    - 第5遠征航空機動中隊
    - 第8遠征航空機動中隊

  - 第721航空機動作戦群
    - 第313遠征作戦支援中隊
    - 第721航空機整備中隊
    - 第724航空機動中隊
    - 第726航空機動中隊
    - 第727航空機動中隊
    - 第721飛行場業務中隊

欧州連合軍最高司令部隷下
- 連合航空軍（英語版）